# Atletica leggera ai Giochi della XXXIII Olimpiade - Salto con l'asta femminile
Ai Giochi della XXXIII Olimpiade la gara del salto con l'asta femminile si è svolta nei giorni 5 e 7 agosto 2024 presso lo Stade de France di Parigi.

## Presenze ed assenze delle campionesse in carica
| Competizione         | Atleta                  | Prestazione | Parigi 2024  |
| -------------------- | ----------------------- | ----------- | ------------ |
| Olimpiadi 2020       | Katie Moon              | 4,90 m      | Presente     |
| Commonwealth 2022    | Nina Kennedy            | 4,60 m      | Presente     |
| Asiatici 2022        | Li Ling                 | 4,63 m      | Presente     |
| Panamericani 2023    | Bridget Williams        | 4,60 m      | Presente     |
| Mondiali 2023        | Nina Kennedy Katie Moon | 4,90 m      | Presente     |
| Europei 2024         | Angelica Moser          | 4,78 m      | Presente     |
|                      |                         |             |              |
| Mondiali junior 2022 | Hana Moll               | 4,35 m      | 6ª ai Trials |

### La stagione
Prima di questa gara, le atlete con le migliori tre prestazioni mondiali dell'anno erano:
| Pos. | Atleta                      | Prestazione | Data e luogo                           |
| ---- | --------------------------- | ----------- | -------------------------------------- |
| 1    | Molly Caudery Gran Bretagna | 4,92 m      | 22 giugno 2024 Tolosa, Francia         |
| 2    | Nina Kennedy Australia      | 4,88 m      | 12 luglio 2024 Monaco                  |
| 3    | Katie Moon Stati Uniti      | 4,85 m      | 2 giugno 2024 Chula Vista, Stati Uniti |

## La gara

Video della Finale

## Risultati

### Qualificazioni
Le qualificazioni si sono disputate a partire dalle 10:40 del 5 agosto. Si qualificano alla finale le atlete che saltano 4,70 m (Q) o le dodici migliori misure (q).
| Pos. | Gruppo | Atleta                  | Nazionalità   | 4,20 | 4,40 | 4,55 | Risultato | Note        |
| ---- | ------ | ----------------------- | ------------- | ---- | ---- | ---- | --------- | ----------- |
| 1    | A      | Roberta Bruni           | Italia        | o    | o    | o    | 4,55 m    | q           |
| 1    | A      | Nina Kennedy            | Australia     | -    | o    | o    | 4,55 m    | q           |
| 1    | B      | Elisa Molinarolo        | Italia        | o    | o    | o    | 4,55 m    | q           |
| 1    | B      | Katie Moon              | Stati Uniti   | -    | o    | o    | 4,55 m    | q           |
| 1    | A      | Angelica Moser          | Svizzera      | -    | o    | o    | 4,55 m    | q           |
| 1    | A      | Amalie Svabikova        | Rep. Ceca     | -    | o    | o    | 4,55 m    | q           |
| 7    | A      | Elina Lampela           | Finlandia     | o    | xo   | o    | 4,55 m    | q           |
| 7    | A      | Alysha Newman           | Canada        | -    | xo   | o    | 4,55 m    | q           |
| 9    | B      | Eliza McCartney         | Nuova Zelanda | -    | o    | xo   | 4,55 m    | q           |
| 9    | B      | Wilma Murto             | Finlandia     | -    | o    | xo   | 4,55 m    | q           |
| 9    | A      | Aikaterinī Stefanidī    | Grecia        | -    | o    | xo   | 4,55 m    | q           |
| 12   | B      | Ariadni Adamopoulou     | Grecia        | o    | o    | xxx  | 4,40 m    | q           |
| 12   | B      | Imogen Ayris            | Nuova Zelanda | o    | o    | xxx  | 4,40 m    | q           |
| 12   | B      | Marie-Julie Bonnin      | Francia       | -    | o    | xxx  | 4,40 m    | q           |
| 12   | A      | Ninon Chapelle          | Francia       | o    | o    | xxx  | 4,40 m    | q           |
| 12   | A      | Anjuli Knaesche         | Germania      | o    | o    | xxx  | 4,40 m    | q           |
| 12   | A      | Olivia McTaggart        | Nuova Zelanda | o    | o    | xxx  | 4,40 m    | q           |
| 12   | B      | Robeilys Peinado        | Venezuela     | o    | o    | xxx  | 4,40 m    | q           |
| 12   | B      | Lene Onsrud Retzius     | Norvegia      | -    | o    | xxx  | 4,40 m    | q           |
| 12   | B      | Tina Sutej              | Slovenia      | o    | o    | xxx  | 4,40 m    | q           |
| 21   | A      | Juliana de Menis Campos | Brasile       | xxo  | o    | xxx  | 4,40 m    |             |
| 22   | B      | Brynn King              | Stati Uniti   | -    | xo   | xxx  | 4,40 m    |             |
| 22   | B      | Niu Chunge              | Cina          | o    | xo   | xxx  | 4,40 m    |             |
| 22   | A      | Bridget Williams        | Stati Uniti   | o    | xo   | xxx  | 4,40 m    |             |
| 25   | A      | Hanga Klekner           | Ungheria      | xo   | xo   | xxx  | 4,40 m    |             |
| 26   | B      | Anicka Newell           | Canada        | o    | xxo  | xxx  | 4,40 m    |             |
| 27   | B      | Pascale Stocklin        | Svizzera      | o    | xxx  |      | 4,20 m    |             |
| 28   | A      | Holly Bradshaw          | Gran Bretagna | xo   | xxx  |      | 4,20 m    |             |
| -    | B      | Molly Caudery           | Gran Bretagna | -    | -    | xxx  | nm        |             |
| -    | A      | Eleni-Klaoudia Polak    | Grecia        | o    | xxx  |      | dq        | [ 3 ] [ 4 ] |

### Finale
La finale si è tenuta il 7 agosto alle ore 18:15.
| Pos     | Atleta               | Nazionalità   | 4,40 | 4,60 | 4,70 | 4,80 | 4,85 | 4,90 | 4,95     | Risultato | Note                                     |
| ------- | -------------------- | ------------- | ---- | ---- | ---- | ---- | ---- | ---- | -------- | --------- | ---------------------------------------- |
| Oro     | Nina Kennedy         | Australia     | o    | o    | xo   | o    | o    | o    | x, poi r | 4,90 m    | Miglior prestazione personale stagionale |
| Argento | Katie Moon           | Stati Uniti   | o    | o    | o    | o    | xo   | x-   | xx       | 4,85 m    | =                                        |
| Bronzo  | Alysha Newman        | Canada        | o    | xo   | o    | o    | xo   | xxx  |          | 4,85 m    | Record nazionale                         |
| 4       | Angelica Moser       | Svizzera      | o    | o    | o    | o    | xx-  | x    |          | 4,80 m    |                                          |
| 5       | Amalie Svabikova     | Rep. Ceca     | o    | o    | xo   | xxo  | xxx  |      |          | 4,80 m    | Record nazionale                         |
| 6       | Eliza McCartney      | Nuova Zelanda | -    | o    | o    | xxx  |      |      |          | 4,70 m    |                                          |
| 6       | Elisa Molinarolo     | Italia        | o    | o    | o    | xxx  |      |      |          | 4,70 m    | Miglior prestazione personale            |
| 6       | Wilma Murto          | Finlandia     | o    | o    | o    | xxx  |      |      |          | 4,70 m    |                                          |
| 9       | Aikaterinī Stefanidī | Grecia        | xo   | o    | o    | xxx  |      |      |          | 4,70 m    |                                          |
| 10      | Robeilys Peinado     | Venezuela     | o    | xo   | xxx  |      |      |      |          | 4,60 m    | Miglior prestazione personale stagionale |
| 11      | Marie-Julie Bonnin   | Francia       | xo   | xo   | xxx  |      |      |      |          | 4,60 m    |                                          |
| 12      | Imogen Ayris         | Nuova Zelanda | xxo  | xo   | xxx  |      |      |      |          | 4,60 m    | Miglior prestazione personale            |
| 13      | Olivia McTaggart     | Nuova Zelanda | o    | xxo  | xxx  |      |      |      |          | 4,60 m    |                                          |
| 14      | Roberta Bruni        | Italia        | o    | xxx  |      |      |      |      |          | 4,40 m    |                                          |
| 14      | Ninon Chapelle       | Francia       | o    | xxx  |      |      |      |      |          | 4,40 m    |                                          |
| 14      | Anjuli Knaesche      | Germania      | o    | xxx  |      |      |      |      |          | 4,40 m    |                                          |
| 14      | Elina Lampela        | Finlandia     | o    | xxx  |      |      |      |      |          | 4,40 m    |                                          |
| 18      | Lene Onsrud Retzius  | Norvegia      | xo   | xxx  |      |      |      |      |          | 4,40 m    |                                          |
| 19      | Tina Sutej           | Slovenia      | xxo  | xxx  |      |      |      |      |          | 4,40 m    |                                          |